# Lamborghini Veneno
El Lamborghini Veneno es un automóvil superdeportivo de dos puertas de tijera biplaza, con motor central-trasero montado longitudinalmente y de tracción en las cuatro ruedas, producido por fabricante italiano Automobili Lamborghini S.p.A. de 2013 a 2014.

## Presentación
Fue presentado en el Salón del Automóvil de Ginebra en marzo de 2013, limitado a tres unidades construidas en ese mismo año y otros nueve en carrocería roadster en 2014, con motivo de la celebración del 50.º aniversario de la marca. Su diseño está basado en el Aventador, enfocado principalmente en la mayor eficiencia aerodinámica posible para mejorar la estabilidad en las curvas, buscando que brinde la experiencia de conducción más cercana a la de un prototipo de carreras, a excepción de que este sí está homologado para circular en carretera. Su precio es de 3 000 000 €.

## Nomenclatura
De acuerdo con la tradición de la marca, el nombre "Veneno" proviene de un toro de lidia legendario más fuerte, agresivo y famoso, además por ser uno de los más rápidos toros en la historia de la tauromaquia, que era propiedad del ganadero Moreno Santamaría. Su nombre se hizo popular en 1914, cuando dejó fatalmente herido al torero José Sánchez Rodríguez "Hipólito" durante la corrida de toros en la arena de Sanlúcar de Barrameda, Cádiz.

## Diseño

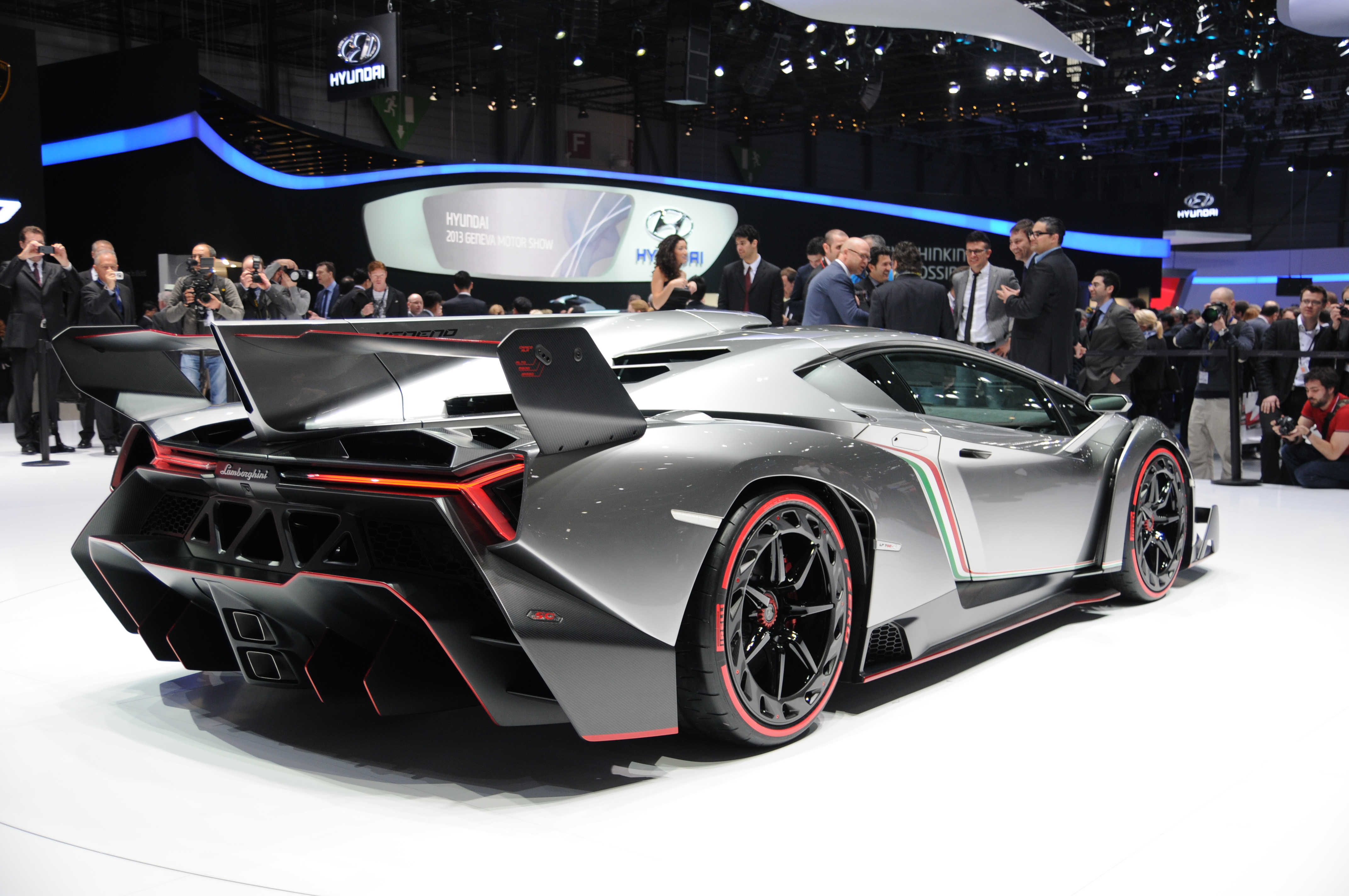
Vista trasera 3/4.

Cada detalle del diseño del Veneno es funcional para obtener la carga aerodinámica óptima con el menor arrastre, consiguiendo además una apropiada refrigeración del motor. El modelo, como todo Lamborghini, mantiene un diseño coherente al de los demás modelos del catálogo, incluyendo formas geométricas extremas, así como el extremo delantero en forma de flecha, líneas afiladas, superficies angulosas y faros led en forma de "Y".
Pensando en la aerodinámica, la parte delantera cumple la función de ala aerodinámica. Los grandes canales guía el aire a las salidas del cofre delantero y frente el parabrisas y la división de las salpicaderas de la carrocería del superdeportivo optimizan el flujo de aire a través del coche. Por su parte, la línea lateral asegura el flujo de aire ideal para las tomas de refrigeración del motor.
Al igual que la parte frontal, en la trasera se ha optimizado la aerodinámica por debajo de la carrocería, mejorando la estabilidad a altas velocidades, especialmente en las curvas. Las transiciones inferiores de la carrocería terminan en un gran difusor con cuatro tubos de escape integrados para aumentar el nivel de carga aerodinámica. Las grandes aberturas sirven para ventilar el compartimento del motor y controlar las corrientes de aire hacia el alerón trasero.
La única parte cerrada de la trasera es el espacio para la matrícula. Además, los pilotos traseros, incluyendo las luces de freno, indicadores y faros antiniebla, mantienen el diseño en "Y". La tapa del motor cubre seis aberturas en forma de cuña, con el fin de disipar el calor del motor. La cubierta se extiende en una gran aleta central, similar a una "aleta de tiburón" y mejorando así la eficiencia y la estabilidad durante el frenado en la sección trasera, aplicando mayor carga aerodinámica para aumentar todavía más el rendimiento en las curvas a alta velocidad.
Tiene rines de aluminio de 20 pulgadas (50,8 cm) delanteros y de 21 pulgadas (53,3 cm) traseros, equipadas con soportes centrales. Su diseño también se enfoca en la funcionalidad aerodinámica. Un anillo de fibra de carbono alrededor de cada rin succiona aire para la refrigeración adicional de los frenos de disco carbono-cerámicos.
El cupé estaba disponible en un color gris metálico, con piezas individuales en negro brillante y de fibra de carbono.

## Tecnología y desempeño

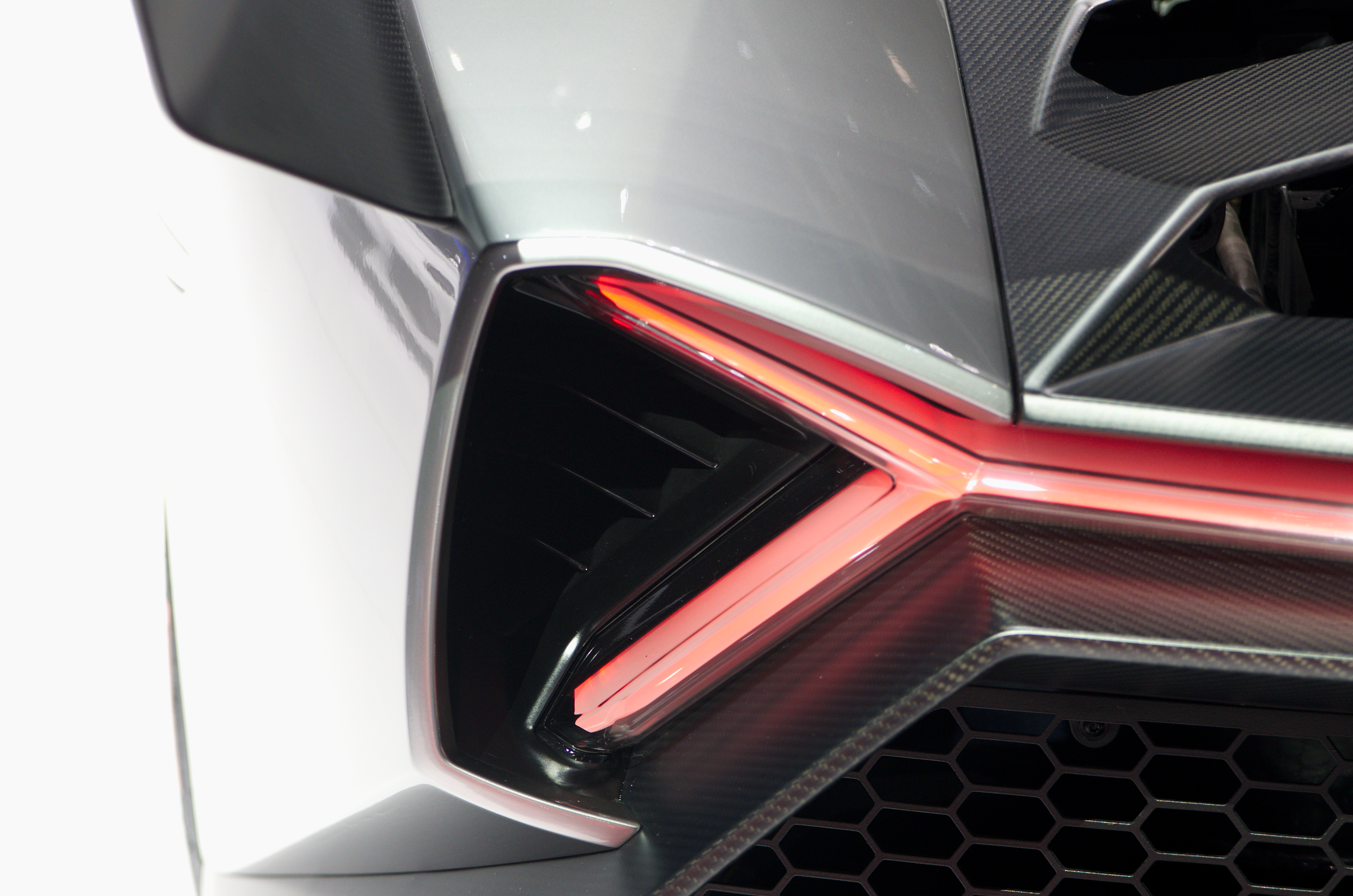
Detalle de la calavera trasera izquierda.

Tiene de un monocasco fabricado íntegramente en fibra de carbono reforzado. Es en gran parte similar al del Aventador, como son también el aluminio de los bastidores delanteros y traseros. Todo esto y, a pesar de su forma, se ha adaptado al nuevo diseño. Las piezas exteriores son también de carbono.
En el habitáculo se puede observar el del monocasco de carbono que, tanto en el túnel central como en los asientos, estos pesan muy poco y están hechos de un material compuesto forjado, cuyo módulo pesa solamente 147,5 kg (325,2 libras).
El patentado tejido "CarbonSkin" se utiliza para el tapizado de toda la cabina, parte de los asientos y el techo. Este material se empapa de un tipo muy especial de resina que estabiliza la estructura de la fibra, mientras que permite que el material permanezca flexible. Lamborghini ha querido transmitir también la personalidad de las carreras en el panel de instrumentos.
Con un peso en seco de 1450 kg (3197 libras), es 125 kg (276 libras) más ligero que el Aventador, dándole una relación peso a potencia de 1,93 kg/CV. Todo esto le hace lograr una aceleración de 0 a 100 km/h (62 mph) en 2.8 segundos y una velocidad máxima de aproximadamente 221 mph (356 km/h).
La potencia se ha elevado a 750 CV (740 HP; 552 kW), gracias principalmente a una termodinámica optimizada, un rango de rpm nominal más alto y un sistema de escape con una contrapresión más baja. La transmisión manual automatizada "ISR" de siete velocidades, la tracción permanente a las cuatro ruedas y la suspensión han sido ajustadas para cumplir con los requisitos del modelo.

## Especificaciones

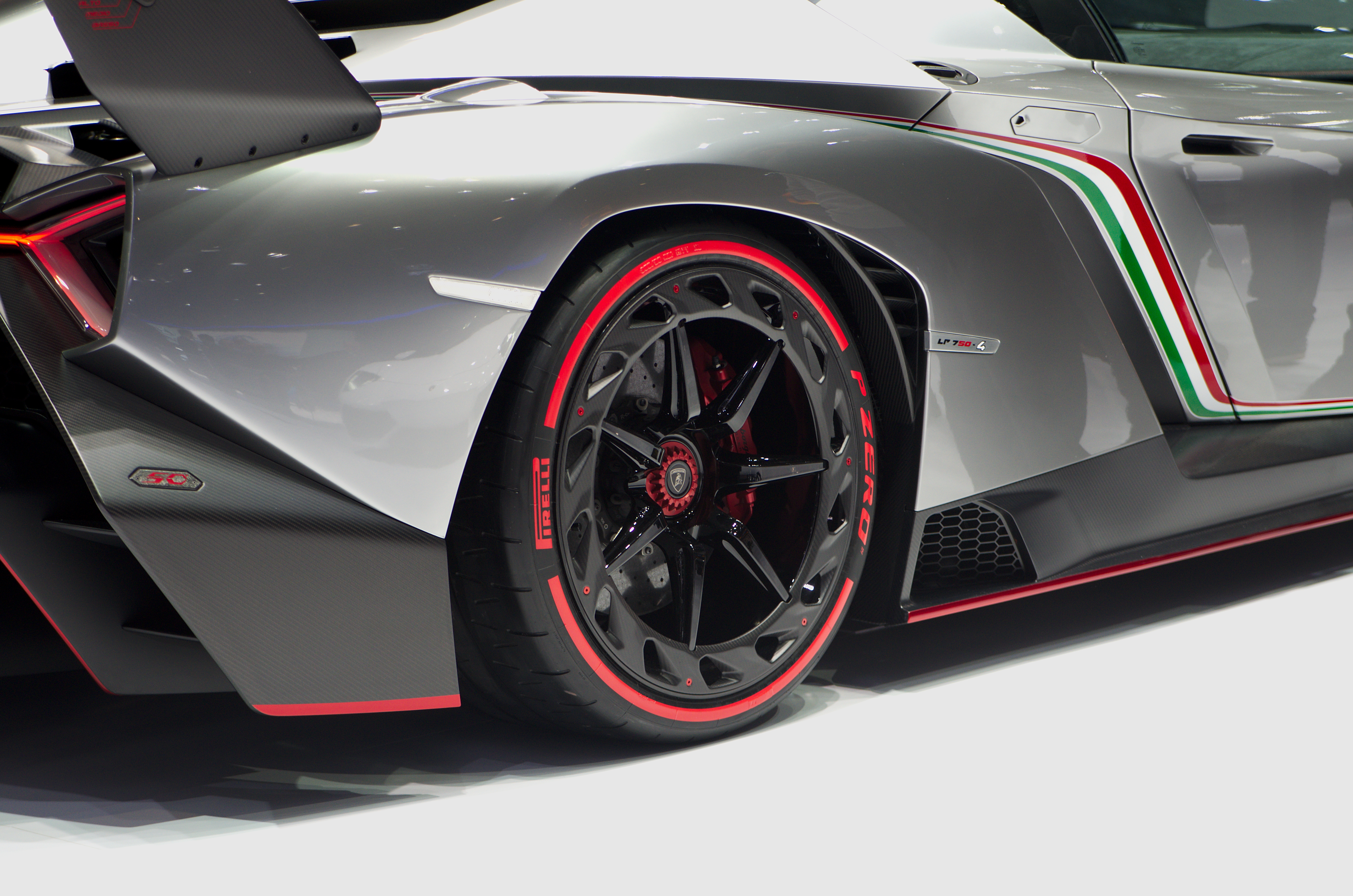
Rueda trasera derecha en el Salón del Automóvil de Ginebra de 2013.

Cuenta con un V12 de 6498 cm³ (6,5 L; 396,5 plg³), el cual envía la potencia de forma permanente a las cuatro ruedas, es decir, tracción integral como norma en la casa a través de la transmisión manual automatizada "ISR" de siete velocidades. La única diferencia con el Aventador es que en la carrocería existe una aerodinámica específica que lo hace más efectivo, además de ser 125 kg (276 libras) más ligero. De hecho, el alerón trasero móvil tiene una regulación de tres posiciones que lo hacen ideal para pilotarlo en un circuito, aunque también esté homologado para circular por vías urbanas. Desarrolla una potencia máxima de 750 CV (740 HP; 552 kW) a las 8400 rpm y un par máximo de 690 N·m (509 lb·pie) a las 5500 rpm, que llevan al superdeportivo a acelerar de 0 a 100 km/h (62 mph) en 2.8 segundos y alcanzar una velocidad máxima de 221 mph (356 km/h).
La suspensión, herencia de su hermano, es de tipo "PushRod", en la que los amortiguadores y el muelle helicoidal están colocados en la parte superior del tren de forma horizontal, con dos triángulos superpuestos en la parte inferior y fabricados íntegramente en aluminio. Este conjunto va anclado a un subchasis, donde va colocado el conjunto de la transmisión y el motor.
El chasis es de una pieza, del mismo material que utilizan sus rivales, una mezcla de resinas y aramidas. Tiene un sistema neumático para alzar la carrocería unos 4 mm (0,2 pulgadas) y facilitar ciertas maniobras. La carrocería es de fibra de carbono y el interior cuenta con materiales patentados por Lamborghini como el polímero reforzado con fibra de carbono ("CFRP") (también en el chasis) y "CarbonSkin".
| Distribución                        | DOHC 4 válvulas por cilindro (48 en total), con VVT                                  |
| Alimentación y aspiración           | Lamborghini Iniezione Elettronica (LIE), naturalmente aspirado                       |
| Diámetro x carrera                  | 95 x 76,4 mm (3,74 x 3,01 pulgadas)                                                  |
| Relación de compresión              | 11.8:1                                                                               |
| Sistema de lubricación              | Cárter seco                                                                          |
| Sistema de refrigeración            | Líquida y aceite en la parte trasera                                                 |
| Embrague                            | Haldex de 4.ª generación de platos dobles secos de 235 mm (9,3 pulgadas) de diámetro |
| Capacidad del tanque de combustible | 90 litros (23,8 galAm)                                                               |
| Distribución de peso                | 43% delantero y 57% trasero                                                          |

## Versión Roadster
En cuanto a diseño, el roadster es muy similar al cupé, aunque variando la zona de la cubierta del motor que se envuelve con dos arcos anti vuelco por detrás de los asientos. Sigue contando con las seis "branquias" y la aleta con su toma de aire.
En cuanto a las prestaciones, solamente pierde poco menos que una décima de segundo en la aceleración, por lo tanto, su velocidad punta no se ve afectada y su peso aumenta en solamente 40 kg (88,2 libras), muy poco teniendo en cuenta que es un Roadster. El precio de esta variante es de 3 300 000 €.
A diferencia de la variante cupé, se fabricaron solamente nueve unidades. Acelera de 0 a 100 km/h (62 mph) en 2.9 segundos con un peso total de 1490 kg (3285 libras).